# Епархия Весо
Епархия Весо (лат. Dioecesis Uessitana) — епархия Римско-Католической церкви c центром в городе Весо, Республика Конго. Епархия Весо распространяет свою юрисдикцию на территорию департамента Санга. Епархия Весо входит в митрополию Овандо. Кафедральным собором епархии Весо является церковь святого Петра Клавера.

## История
6 июня 1983 года Римский папа Иоанн Павел II издал буллу Ad expeditiorem, которой учредил епархию Весо, выделив её из епархии Овандо.
30 октября 2000 года епархия Весо передала часть своей территории в пользу возведения новой апостольской префектуры Ликуалы (сегодня — Епархия Импфондо).
30 мая 2020 года с образованием митрополии Овандо епархия Весо вошла в её состав.

## Ординарии епархии
- епископ Hervé Itoua (6.06.1983 — 22.04.2006, в отставке);
  - Sede vacante (22.04.2006 — 14.06.2008);
- епископ Yves Marie Monot C.S.Sp.[2] (14.06.2008 — 8.12.2021, в отставке);
- епископ Gélase Armel Kema (8.12.2021 — 6.01.2024 — назначен архиепископом Овандо);
- епископ Brice Armand Ibombo (28.05.2025 — по настоящее время).

## Источник
- Annuario Pontificio, Libreria Editrice Vaticana, Città del Vaticano, 2003, ISBN 88-209-7422-3
- Булла Ad expeditiorem, AAS 75 (1983) I, стр. 806  (лат.)